# الگا لرمان
اُلگا لرمان (روسی: Ольга Леонидовна Лерман؛ زادهٔ ۲۵ مارس ۱۹۸۸) بازیگر سینما و تئاتر اهل کشور روسیه است. وی از سال ۲۰۰۹ میلادی تاکنون مشغول فعالیت بوده‌است.
از فیلم‌هایی که وی در آن نقش داشته‌است می‌توان به کلاشینکف اشاره کرد.